# Хедепер
Хедепер (њем. Hedeper) општина је у њемачкој савезној држави Доња Саксонија. Једно је од 37 општинских средишта округа Волфенбител. Према процјени из 2010. у општини је живјело 552 становника. Посједује регионалну шифру (AGS) 3158017.

## Географски и демографски подаци
Хедепер се налази у савезној држави Доња Саксонија у округу Волфенбител. Општина се налази на надморској висини од 94 метра. Површина општине износи 15,7 km². У самом мјесту је, према процјени из 2010. године, живјело 552 становника. Просјечна густина становништва износи 35 становника/km².